# Günter Netzer
Pour les articles homonymes, voir Netzer.

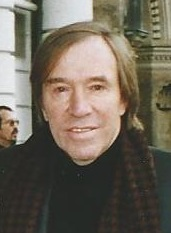
Netzer (2005)

Günter Netzer, né le 14 septembre 1944 à Mönchengladbach (Allemagne), est un footballeur allemand, milieu de terrain pour le Borussia Mönchengladbach, le Real Madrid et pour l'équipe d'Allemagne. 
Il est considéré comme l'un des meilleurs meneurs de jeu allemands toutes époques confondues. Il remporte la coupe du monde de football de 1974 et le championnat d'Europe de football 1972.

## Biographie
Bien qu'il ait commencé le football au FC Mönchengladbach, c'est dans le club rival de la ville, le Borussia Mönchengladbach qu'il fera ses débuts professionnels en 1963, en Regionalliga West (la deuxième division d'Allemagne de l'Ouest). Deux ans plus tard, en 1965, il fait ses grands débuts en Bundesliga et honore sa première sélection nationale. 
Meneur de jeu talentueux, il devient rapidement l'une des grandes stars du championnat allemand. Son club, le Borussia Mönchengladbach, a pour rival le Bayern München de Franz Beckenbauer. Les deux clubs mènent une lutte sans merci pour la suprématie dans le championnat allemand. En 1970 et 1971, le Borussia Mönchengladbach est le premier club à remporter deux fois d'affilée la Bundesliga, créée huit ans auparavant.
Ces années-là Günter Netzer est à l'apogée de son talent en Allemagne. Il est nommé footballeur de l'année en Allemagne en 1972 et 1973. En sélection nationale il a éclipsé Wolfgang Overath, le meneur attitré de l'équipe, et lors de l'Euro 1972 il est le principal artisan du succès de la Mannschaft dans la compétition. Netzer, par ses passes longues et précises et son toucher de balle, donne au jeu allemand une fluidité et une brillance qu'il n'a que peu connu jusque-là. Son impact sur le jeu est tel que lors de la finale de la Coupe d'Allemagne 1973 contre le FC Cologne d'Overath, il a suffi qu'il entre sur le terrain, lors des prolongations, pour marquer le but de la victoire (2-1) trois minutes après son entrée. Ce jour-là il était sur le banc parce que son annonce de départ vers le Real Madrid avait été mal perçue par son entraineur, et qu'il avait également perdu sa mère quelques jours plus tôt. 
La même année, en 1973, il rejoint le Real Madrid avec qui il gagnera 2 titres de champion d'Espagne, avec son compatriote Paul Breitner. En 1974, en concurrence avec Wolfgang Overath pour le poste de meneur de jeu de l'équipe nationale lors de la Coupe du monde, il est écarté au profit du joueur de Cologne. L'atmosphère est irrespirable au sein de l'équipe lors de la compétition. La rivalité entre joueurs du Borussia Mönchengladbach (Berti Vogts, Jupp Heynckes, Rainer Bonhof, Herbert Wimmer et Netzer) et du Bayern Munich (Franz Beckenbauer, Gerd Müller, Paul Breitner, Sepp Maier, Uli Hoeness, Hans-Georg Schwarzenbeck, Jupp Kapellmann) est à son paroxysme. Le sélectionneur Helmut Schön et le capitaine Franz Beckenbauer sacrifieront certains joueurs pour arranger la situation. Netzer, qui n'a jamais été très aimé par Beckenbauer, ne participera qu'à un seul match : la défaite contre la RDA. L'équipe d'Allemagne remportera néanmoins la compétition.
En 1976, à 32 ans, Netzer quitte Madrid pour le Grasshopper Zürich où il terminera sa carrière l'été 1977. 
Il devient le manager du Hamburg SV en février 1978 et remporte avec celui-ci le championnat d'Allemagne en 1979, 1982 et 1983, dispute la finale de la coupe des champions en 1980, la finale de la coupe U.E.F.A en 1982 et remporte la coupe des champions en 1983.
Netzer est considéré comme l'un des meilleurs meneurs de jeu d'Allemagne. Il possédait une très grande habileté technique et une excellente vision du jeu. Ce stratège faisait d'ailleurs souvent part de sa vision du jeu à ses entraîneurs. Véritable dépositaire du jeu de la sélection allemande lors de l'Euro 1972, il fut peu à peu écarté de l'équipe au profit de joueurs comme Wolfgang Overath ou Rainer Bonhof. Les raisons qui expliquèrent ces choix furent multiples. Il lui fut reproché sa lenteur ou son âge. Il semblerait cependant que fût privilégié le caractère de compétiteur d'Overath, peut-être moins bon mais plus accrocheur. De plus, il était peu apprécié de Beckenbauer. Ce dernier le percevait comme un rival : d'une part, parce que Netzer par son poste de meneur, avait une influence sur le jeu et les joueurs qui pouvait s'opposer à celle du Kaiser, d'autre part parce que Netzer faisait partie du Borussia Mönchengladbach, ennemi juré du Bayern Munich à l'époque. 
Netzer mesure 1,80 m et pèse 75 kg, il chausse du 47.

## Carrière

### En club
| Saison    | Club                     | Pays         |
| --------- | ------------------------ | ------------ |
| 1963-1973 | Borussia Mönchengladbach | ( Allemagne) |
| 1973-1976 | Real Madrid              | ( Espagne)   |
| 1976-1978 | Grasshopper Zürich       | ( Suisse)    |

### En équipe nationale
Entre 1965 et 1975, Netzer reçoit 37 sélections en équipe d'Allemagne, il y marque 6 buts.
Il commence sa carrière en équipe nationale en octobre 1965 à l’occasion d’un match contre l'équipe d'Autriche et la termine en octobre 1975 avec un match nul contre l'équipe de Grèce.
Netzer remporte le Championnat d'Europe de football 1972, puis la Coupe du monde de football de 1974 (un match joué).
Netzer n'est pas sélectionné pour la Coupe du monde 1970 à cause d'une inflammation chronique du tendon qui l'oblige à renoncer à cette compétition.
Durant la Coupe du monde de football de 1974, Netzer ne joue qu'une vingtaine de minutes lors du premier tour contre la RDA, sans convaincre. Netzer a toujours eu des relations "père-fils" conflictuelles avec le sélectionneur Helmut Schoen qui, peut être influencé par Beckenbauer et les Munichois, décide de donner sa préférence au rival de toujours de Netzer, Wolfgang Overath.

### Carrière d'entraîneur
Netzer entraîne l’équipe de Hambourg entre 1978 et 1983.

## Palmarès

### Joueur
- Vainqueur de la Coupe du monde 1974 avec l'équipe d'Allemagne
- Vainqueur du Championnat d'Europe 1972 avec l'équipe d'Allemagne
- Champion d'Allemagne en 1970 et 1971 avec le Borussia Mönchengladbach
- Vainqueur de la Coupe d'Allemagne en 1973 avec le Borussia Mönchengladbach
- Champion d'Espagne en 1975 et 1976 avec le Real Madrid
- Vainqueur de la Coupe d'Espagne en 1974 et 1975 avec le Real Madrid

### Entraîneur
- Champion d'Allemagne en 1979, 1982 et 1983 avec Hambourg
- Vainqueur de la Coupe d'Europe des clubs Champions en 1983 avec Hambourg